# Klepaczka (gmina)

Gmina na tle zmieniającego się podziału administracyjnego powiatu częstochowskiego

Klepaczka (od 1868 Węglowice) – dawna gmina wiejska istniejąca w XIX wieku w guberni piotrkowskiej. Siedzibą władz gminy była Klepaczka.
Za Królestwa Polskiego gmina Klepaczka należała do powiatu częstochowskiego w guberni piotrkowskiej.
Gminę zniesiono w  1868 roku, a z jej obszaru utworzono gminę Węglowice.